# Зарядовий кубіт

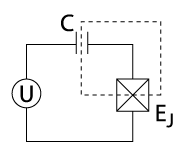
Принципова схема схеми зарядового кубіта. Острівець (пунктирна лінія) утворений надпровідним електродом між конденсатором затвора та ємністю переходу.

Зарядовий кубіт — це кубіт, основними станами якого є зарядові стани (тобто стани, які представляють наявність або відсутність надлишку куперівських пар на острові). У надпровідних квантових обчисленнях зарядовий кубіт утворюється крихітним надпровідним острівцем, з’єднаним джозефсонівським переходом (або, практично, надпровідним тунельним переходом) із надпровідним резервуаром (див. малюнок). Стан кубіта визначається кількістю куперівських пар, які тунелювали через з’єднання. На відміну від зарядового стану атомного або молекулярного іона, зарядові стани такого «острівця» включають макроскопічне число електронів провідності острівця. Квантова суперпозиція зарядових станів може бути досягнута шляхом налаштування напруги затвора U, яка контролює хімічний потенціал острівця. Зарядовий кубіт зазвичай зчитується шляхом електростатичного з’єднання острова з надзвичайно чутливим електрометром, таким як радіочастотний одноелектронний транзистор.
Типовий час когерентності T2 для зарядового кубіта становить 1–2 мкс. Нещодавня робота показала, що час T2 наближається до 100 мкс з використанням типу зарядового кубіта, відомого як трансмон, всередині тривимірної надпровідної порожнини. Розуміння меж T2 є активною сферою досліджень у галузі надпровідних квантових обчислень.

## Виготовлення
Зарядові кубіти виготовляються з використанням технологій, подібних до тих, що використовуються в мікроелектроніці. Пристрої зазвичай виготовляються на кремнієвих або сапфірових пластинах за допомогою електронно-променевої літографії (на відміну від фазового кубіту, який використовує фотолітографію) і процесів випаровування металевої тонкої плівки. Для створення джозефсонівських з'єднань зазвичай використовується техніка, відома як тіньове випаровування; це передбачає випаровування вихідного металу по черзі під двома кутами через визначену літографією маску в електронно-променевому резисті. Це призводить до двох перекриваючих шарів надпровідного металу, між якими нанесено тонкий шар ізолятора (зазвичай оксиду алюмінію).

## Гамільтоніан
Якщо джозефсонівський перехід має ємність переходу {\displaystyle C_{\rm {J}}}, і затворний конденсатор {\displaystyle C_{\rm {g}}}, то зарядна (кулонівська) енергія однієї куперівської пари дорівнює:
{\displaystyle E_{\rm {C}}=e^{2}/2(C_{\rm {g}}+C_{\rm {J}}),}
Якщо {\displaystyle n} позначає кількість надлишкових пар Купера в острові (тобто його чистий заряд становить {\displaystyle -2ne} ), то гамільтоніан дорівнює:
{\displaystyle H=\sum _{n}{\big [}E_{\rm {C}}(n-n_{\rm {g}})^{2}|n\rangle \langle n|-{\frac {1}{2}}E_{\rm {J}}(|n\rangle \langle n+1|+|n+1\rangle \langle n|){\big ]},}
де {\displaystyle n_{\rm {g}}=C_{\rm {g}}V_{\rm {g}}/(2e)} є контрольним параметром, відомим як ефективний компенсаційний заряд ( {\displaystyle V_{\rm {g}}} є напругою затвора), і {\displaystyle E_{\rm {J}}} джозефсонівська енергія тунельного переходу.
При низькій температурі та низькій напрузі затвора аналіз можна обмежити лише найнижчим {\displaystyle n=0} і {\displaystyle n=1} стани, і тому отримати дворівневу квантову систему (він же кубіт).
Слід зауважити, що в деяких останніх роботах використовується інше позначення та визначається енергія заряду як енергія одного електрона:
{\displaystyle E_{\rm {C}}=(2e)^{2}/2(C_{\rm {g}}+C_{\rm {J}}).}
і тоді відповідний гамільтоніан:
{\displaystyle H=\sum _{n}{\big [}4E_{\rm {C}}(n-n_{\rm {g}})^{2}|n\rangle \langle n|-{\frac {1}{2}}E_{\rm {J}}(|n\rangle \langle n+1|+|n+1\rangle \langle n|){\big ]}.}

## Переваги
На сьогодні найбільш успішними реалізаціями кубітів є іонні пастки та ЯМР, а алгоритм Шора навіть реалізовано за допомогою ЯМР.  Однак важко уявити, що ці два методи масштабуються до сотень, тисяч або мільйонів кубітів, необхідних для створення квантового комп’ютера. Твердотільні представлення кубітів набагато легше масштабуються, але вони самі мають власну проблему: декогеренцію. Надпровідники, однак, мають перевагу в тому, що їх легше масштабувати, і вони більш когерентні, ніж звичайні твердотільні системи.

## Експериментальний прогрес
Впровадження надпровідних зарядових кубітів швидко прогресує з 1996 року. Дизайн був теоретично описаний у 1997 році Шнірманом тоді як доказ квантової когерентності заряду в коробці пар Купера був опублікований у лютому 1997 року Вінсентом Бучіа та ін. У 1999 році когерентні коливання в заряді Кубіта вперше спостерігали Накамура та ін. Маніпулювання квантовими станами та повна реалізація зарядового кубіта спостерігалася через 2 роки. У 2007 році в Єльському університеті Роберт Дж. Шолкопф, Мішелем Деворе, Стівеном М. Гірвіном та їхніми колегами був розроблений більш досконалий пристрій, відомий як трансмон, який демонструє підвищений час когерентності завдяки зниженій чутливості до шуму заряду.